# Eric Colón
Eric Federico Colón Moleiro (Caracas, Venezuela; 23 de octubre de 1974-Bogotá, Colombia, 16 de agosto de 2022) fue un músico, periodista y escritor venezolano.

## Biografía
Nace en Caracas, en el seno de una familia con fuertes influencias musicales. Su padre, Eric Colón, es un reconocido compositor y guitarrista que hace vida en Japón. Su madre es la pianista Carmencita Moleiro y es nieto del maestro venezolano, Moisés Moleiro. Su educación escolar la llevó a cabo en el Instituto Escuela(Caracas).
Es también sobrino del historiador y político Moisés Moleiro y, por ende, primo del periodista Alonso Moleiro.

## Periodista
En 1998, cuando terminaba de cursar Comunicación Social en la Universidad Central de Venezuela, es invitado por su amigo César Córtez a formar parte del staff del semanario Urbe. Con el tiempo, se convierte en su jefe de redacción tomando el relevo de su referente, Alejandro Rebolledo.
Fue parte del equipo de impresos como Todo en Domingo; El Nacional y Zona Cero, también del sitio web El Estímulo. Dirigió la mesa editorial de Blitz, Contrabando, Urbe Bikini, La Gente, Antesala y Revólver.
Fundó la revista caraqueña de culto, Dmente.

### Libros
- Crónicas psicotrópicas. Asuntos editoriales. 2018.
- Los orígenes del odio. Asuntos editoriales. 2022.

También fue editor del libro de cuentos infantiles 'The Adventures Of Tommy The Cat'.

## Músico
Lideró cómo guitarrista y voz de algunas bandas de rock venezolanas como Grillos Mientras Tanto, Los Imposibles, Escuadrón Capote y Los Cacri, además de su proyecto como solista 'Call-On'. En Buenos Aires formó la agrupación Oso Carolina. También fue colaborador musical en los proyectos de Vagos y Maleantes, Dj Trece, Tres Dueños, Telegrama, Javier García, Dj Guadalupe, Dr. Muu, Trujillo y otros.

### Discografía
| Año  | Nombre                                                | Agrupación             |
| ---- | ----------------------------------------------------- | ---------------------- |
| 2020 | They Fell Asleep in Your Bed and Drank Your Soup - EP | Call-On (solista)      |
| 2019 | Fantasma (The Best) - EP                              | Call-On (solista)      |
| 2010 | Fantasma                                              | Call-On (solista)      |
| 2009 | Muerde los labios y traga la lengua                   | Los Cacri              |
| 2003 | Montecarlo                                            | Trece                  |
| 2003 | Papidandeando                                         | Vagos y Maleantes      |
| 1994 | Demo                                                  | Grillos Mientras Tanto |